# Adhémar Daenen
Adhémar Marcel Guillaume Daenen (* 8. September 1853 in Brüssel, Belgien; † 1. Oktober 1930  in Ixelles, Belgien) war ein belgischer Soldat und Kolonialbeamter. Er diente ab Anfang der 1880er Jahre für den belgischen König Leopold II. im Kongo-Freistaat, leistete dort logistische Unterstützung für die Nil-Expedition unter Guillaume Van Kerckhoven und kämpfte im Belgisch-Arabischen Krieg.

## Biographie

### Frühe Jahre (1857–1880)
Daenens Eltern waren Marcel Daenen und Elisabeth Castaing. Am 11. Oktober 1869 trat er in die belgische Armee ein. Während des Deutsch-Französischen Krieges von 1870 war er Quartiermeister (französisch: Sergent-Fourrier) in der mobilisierten belgischen Armee. Am 25. September 1877 wurde er zum Leutnant befördert.

### Freistaat Kongo

#### Erste Amtszeit
Am 15. August 1885 trat Daenen in den Dienst des Freistaats Kongo und schiffte sich in Antwerpen auf der San Thomé ein. Er kam am 26. September 1885 in Banana an und ab dem 1. Oktober 1885 im Transportdienst in Boma eingesetzt. Am 22. Januar 1887 wurde er zum Bezirkskommissar in Banana ernannt. Am 20. Juli 1887 war er als Gerichtspolizist und ab dem 20. Januar 1888 als stellvertretender Richter am Gericht erster Instanz des Bezirks Bas-Congo tätig. Am 9. April 1888 wurde er der Station Bangala zugeteilt und zum Distriktkommissar ernannt. Am Ende seiner Amtszeit verließ er die Bangalas (heute: Makanza) am 13. Juli 1889 und schiffte sich am 1. September 1889 in Banana auf der Afrikaan ein, um nach Europa zurückzukehren.

#### Kongo-Nil-Expedition
Daenen verließ Antwerpen am 11. Mai 1890 für seine zweite Amtszeit. Er kam am 18. Juni 1890 in Boma an, wurde zum Kapitän-Kommandanten (französisch: Capitaine-Commandant) befördert und der Nilexpedition von Guillaume Van Kerckhoven zugeteilt. Er sollte zunächst die Vorhut begleiten. Daenen erreichte Ibembo im Oktober 1890 mit 50 Mann. Er errichtete einen neuen Transitposten unter dem Kommando von Joseph Duvivier im oberen Winkel des Zusammenflusses des Elongo-Flusses und des Itimbiri-Flusses. Am 8. Juli 1891 brach Daenen mit weiterem Nachschub und Verstärkungen für die Nilexpedition nach Djabir (heute: Bondo) am Uelle auf und kam am 8. August 1891 dort an. Von Djabir reiste er mit 30 Kanus am 18. August 1891 weiter und erreichte Angu am 31. August 1891.
Die Vorhut der Expedition unter Pierre Ponthier hatte am 8. Juli 1891 den Marsch nach Osten durch unerforschtes Gebiet entlang des Uele begonnen und erreichte schließlich Bima und die Mündung des Bomokandi-Flusses, wo sie sich fest etablierte. Van Kerckhoven hatte eine schwierigere Reise. Gleich zu Beginn geriet er in Kämpfe gegen arabische und Swahili-Sklavenjäger, die besiegt wurden, nachdem Daenen Verstärkung geliefert hatte. Dann wurde er entlang des Flusses von den Ababua angegriffen und musste erneut Daenen um Hilfe bitten, der ihn mit 40 Männern am Bima-Fluss traf.
Am 3. Oktober 1891 wurde Daenen ausgesandt, um eine von Van Kerckhoven auf Erkundungstour zum Rubi-Fluss geschickte Abteilung ausfindig zu machen. Er fand sie am 6. Oktober 1891 in einem Ababua-Dorf. Die Eingeborenen hatten sie festgehalten, um sich vor arabischen Händlern aus dem Süden zu schützen. Daenen errichtete in Woma einen kleinen Posten, um die Region zu verteidigen. Dann verließ er Bima mit einem Konvoi Kanus, um den Bomokandi-Fluss hinaufzufahren und sich Ponthier anzuschließen, der in Makongo mit den Arabern kämpfte.

#### Belgisch-Arabischer Krieg
In der Folge wurde Daenen wurde die Leitung der Region Rubi–Uele übertragen, um Jules Alexandre Milz zu ersetzen, blieb aber für den Nachschub der Expedition verantwortlich. Die Stationen Djabir, Angu, Bima, Engwettra und Ibembo kamen somit unter seine Kontrolle. Arabische Händler nahmen ihre Angriffe im Rubi-Becken gegen Ende 1892 während des Belgisch-Arabischen Krieges wieder auf. Mit Hilfe von Ababua-Häuptlingen griff Daenen eine arabische Streitmacht, die sich in der Nähe des Dorfes Djombi mit einem Palisadenzaun verschanzt hatten, an. Daenens Angriff verursachte schwere Verluste, er erlitt jedoch am 27. Oktober 1892 selbst eine Speerwunde im Oberschenkel. Im Dezember 1892 fügte er der von Chicoti angeführten Ababua-Streitmacht eine weitere Niederlage zu.
Am 7. Mai 1893 verließ Daenen Uele und ging nach Bumba, um weiter zu den Stanley Falls zu reisen. Daenen, Joshua Henry und Jacobs unterstellten sich dem Befehl von Gaspard Fivé, um an dem Feldzug gegen die Araber in dieser Region teilzunehmen. Auf dem Weg zu den Wasserfällen nahmen sie am 25. Mai 1893 Isanghi ein und am 26. Mai 1893 das Lager des arabischen Führers Chibou. Daenen stürmte erfolgreich eine gut verteidigte arabische Stellung bei Yatuka am Ufer des Flusses Romée.

### Spätere Karriere
Daenen kehrte am 5. September 1893 über Lissabon nach Belgien zurück. Er blieb in verschiedenen Kolonialgesellschaften aktiv, wo er wichtige Positionen innehatte. Er diente im Ersten Weltkrieg wiederum in der belgischen Armee. Adhémar Daenen starb am 1. Oktober 1930 im Alter von 77 Jahren in Ixelles, Belgien.